# Flöjskär
Stora Flöjskär och Lilla Flöjskär är öar i Åland (Finland). De ligger i Skärgårdshavet och i kommunen Brändö i landskapet Åland, i den sydvästra delen av landet. Öarna ligger omkring 54 kilometer nordöst om Mariehamn och omkring 250 kilometer väster om Helsingfors.
Arean för Stora Flöjskär är 7,3 hektar och dess största längd är 410 meter i nord-sydlig riktning. Lilla Flöjskär ligger sydöst därom.

## Klimat
Klimatet i området är tempererat. Årsmedeltemperaturen i trakten är 7 °C. Den varmaste månaden är augusti, då medeltemperaturen är 16 °C, och den kallaste är januari, med −2 °C.